# Teletijdmachine
De teletijdmachine is een fictief apparaat uit de stripserie Suske en Wiske. De teletijdmachine werd uitgevonden door professor Barabas. Ook in de stripreeksen Jerom, Amoras en De Kronieken van Amoras speelt de teletijdmachine een rol.
De teletijdmachine kan bij de eerste verschijning, in het verhaal Het eiland Amoras (1945), nog niet worden gebruikt om door de tijd te reizen. Men kon alleen gebeurtenissen uit het verleden zien via het beeldscherm. Het reizen in tijd kan pas in het verhaal De tuf-tuf-club (1952). Willy Vandersteen liet overigens al eerder personen door de tijd reizen in de teletijdmachine, namelijk in Tanjar de Viking dat verscheen in Ons Volk (1950). 
Jerom doet zijn intrede in de verhalen door toedoen van de teletijdmachine. Dit gebeurt in De dolle musketiers (1953). De vrienden lezen in dit verhaal het boek De drie musketiers en Suske, Wiske en tante Sidonia hebben een verrassing voor Lambiks verjaardag. Ze hebben de teletijdmachine geregeld en worden naar de omgeving van Parijs (in het jaar 1603) geflitst. Aan het eind van het verhaal reist Jerom met de vrienden mee naar de toekomst. Het kan zijn dat Vandersteen werd geïnspireerd door Alley Oop, waarin een oermens naar de huidige tijd wordt gehaald door middel van een machine (1939).

## Reizen naar andere plaats en tijd
Zoals alle tijdmachines wordt ook de teletijdmachine (het voorvoegsel tele- betekent "ver") gebruikt om door de ruimte te reizen. Dit gebeurt niet alleen om in een andere tijd terecht te komen, maar bijvoorbeeld ook om van België naar Mexico te springen in het heden. Toch reizen de vrienden vaker met de gyronef of per vliegtuig naar verre bestemmingen.
Het apparaat is af en toe stuk, waardoor de vrienden niet naar een andere dimensie kunnen reizen, of juist niet kunnen terugkeren naar hun eigen tijd. De belevenissen in de andere dimensie kunnen dan vaak nog wel via het beeldscherm van de teletijdmachine worden gevolgd. Vaak lukt het de professor om de teletijdmachine te herstellen, zodat hij de vrienden alsnog kan terugflitsen.
Professor Barabas laat anderen niet altijd gebruikmaken van zijn laboratorium en is ook weleens op reis. Dan gaan de vrienden vaak zelf naar het laboratorium om van de teletijdmachine gebruik te maken. Hierbij weten ze het laboratorium vaak via een raam binnen te komen. Ook reizen ze dan weleens op een andere, alternatieve manier naar het verleden, bv. door gebruik te maken van een middel dat anderen al hebben gebruikt.
Soms wordt de teletijdmachine stiekem gebruikt, hoewel de professor dit nadrukkelijk heeft verboden. Ook wordt er weleens onbedoeld mee gereisd, zoals door Lambik in Het wondere Wolfje (1991) of de heks Antanneke die zich heeft verstopt in het lunchpakket van de vrienden in De zeven snaren (1968).
Voordat de teletijdmachine een vast thema in de verhalen werd, reisden de vrienden soms ook al door tijd en ruimte. Dit gebeurde dan met behulp van een object of een speciale gebeurtenis, zoals het inslaan van bliksem (bijvoorbeeld in een heilige eik), doordat ze in een hypnotische slaap gebracht worden of het drinken van een "toverdrankje". Ook na de komst van de teletijdmachine zijn er andere manieren om in een andere tijd of op een andere plaats terecht te komen.
Het komt ook weleens voor dat een van de vrienden op een of andere manier al dan niet onverwachts naar het verleden wordt gestuurd. Dan vragen de andere vrienden professor Barabas vaak om hulp omdat ze weten dat hij mensen naar het verleden kan sturen. Hij kan degene die naar het verleden is gegaan met het scherm van de teletijdmachine opsporen en dan de anderen meteen naar het juiste tijdperk flitsen om degene die daar al eerder is aangekomen te helpen en/of terug te halen.
Er zijn enkele verhalen (waarvan er twee oorspronkelijk verschenen in de blauwe reeks) die zich simpelweg in hun geheel afspelen in een bepaald tijdperk in het verleden zonder dat ergens duidelijk wordt via welk medium de hoofdpersonen zijn gereisd: Het geheim van de gladiatoren (1955), Het gouden paard (1958), De verloren van Eyck (2020), De Keizerkop (2024) en De stenen samoerai (2025). Het geheim van de gladiatoren en De Keizerkop spelen zich af in de Romeinse tijd, De verloren van Eyck in de 15e eeuw, in de tijd van Jan van Eyck en De stenen samoerai in het jaar 1600 (de tijd van de samoerai).
In De Krimson-crisis (1988) blijkt professor Barabas ambtenaar te zijn geworden bij het Technologisch Instituut. Hij werkt er onder streng toezicht. Hij heeft alleen zijn teletijdmachine weten te verstoppen vóór de inval in zijn laboratorium. De teletijdmachine wordt gebruikt om enkele volkshelden uit het verleden naar het heden te flitsen (Jan Breydel, Pieter Breughel de Oude, Ambiorix en zijn mannen, Tijl Uilenspiegel, De Geuzen, Peter Paul Rubens en Jozef van Gansen (uit de Boerenkrijg)). Samen komen ze in opstand tegen Krimson.
In De ongelooflijke Thomas (2001) wil Lambik een demonstratie geven met de nep-miniteletijdmachine en veroorzaakt kortsluiting. Suske en Wiske ontmoeten Thomas, die zegt uit 2020 te komen, en ze worden naar zijn tijd meegenomen via een digitale telefooncel. Ze ontmoeten professor Barabas, die hen vertelt dat zijn teletijdmachine is ingevorderd door de belastinginspectie na de verdwijning van Suske en Wiske. De vrienden worden met een digitale megatijdscabine teruggebracht naar hun eigen tijd.
In De rillende rots (2010) legt professor Barabas uit dat iemand die bewusteloos is, niet door de tijd mag reizen. Hierdoor kan Wiske niet teruggeflitst worden uit een Gallisch dorp nadat haar glijscherm is geraakt door de bliksem. Professor Barabas maakt een verwijzing naar project Rainbow (een experiment met magnetische velden). De vrienden reizen met de teletijdmachine naar het verleden om Wiske te redden.
De teletijdmachine en de draagbare teletijdmachine gaan stuk in De watersater (2010). De vrienden kunnen niet weg uit de toekomst. Het blijkt echter dat de watersater oude boeken las over de beroemde professor Barabas. De watersater ontdekte tijdens duiktochten het laboratorium van professor Barabas en maakte een teletijdfoon op basis van deze ontdekkingen. Met deze teletijdfoon konden de vrienden toch teruggeflitst worden naar hun eigen tijd. In De zappende ziel komt Lambik vast te zitten in de flitsruimte als hij "29 februari 2011" intoetst op de teletijdarmband; dit is namelijk een niet-bestaande datum.
In Barabas de Balorige (2013) maakt professor Barabas al zijn uitvindingen stuk, ook de teletijdmachine en teletijdarmbanden zijn onbruikbaar. De vrienden proberen aan een zombieplaag te ontkomen en moeten naar het huis van Lambik, die daar nog één exemplaar van de teletijdarmbanden heeft liggen om de professor naar het heden terug te halen.
In Het verloren verleden raakt de teletijdmachine stuk na het wegflitsen van Snoeffel en Gaffel. De batterijen van de teletijdarmbanden blijken leeg, er is nog maar één exemplaar dat werkt en de vrienden reizen Snoeffel en Gaffel achterna. Deze teletijdarmband valt stuk in het verleden, waardoor de vrienden niet terug kunnen reizen naar het heden.

## Varianten
In een aantal verhalen is de tijdmachine aangepast of vervangen door alternatieve middelen om te kunnen tijdreizen:
- In Lambiorix (1950) zorgt een blikseminslag dat de vrienden in de prehistorie belanden.
- In De Tartaarse helm en De schat van Beersel (beide oorspronkelijk uitgebracht in de blauwe reeks) is het de hypnotiseur Priem die Lambik, Suske en Wiske naar het verleden stuurt en hen ook weer terughaalt.
- In De duistere diamant (1958) zorgen speciale armbanden dat de drager zichzelf door de tijd kan verplaatsen.
- In De zeven snaren (1967) wordt een draagbare miniatuur-teletijdmachine uitgevonden, de cabine is zo klein dat alleen Suske en Wiske tegelijk kunnen plaatsnemen. Later, in Lambik Baba, wordt deze machine aangepast en is de cabine niet langer nodig, maar er moet wel contact zijn met het apparaat om door de tijd te reizen. Deze machine werd ook gebruikt in De gulden harpoen. De machine gaat stuk in De watersater.
- In De bonte bollen (1998) heeft professor Barabas de teletijdmachine verbeterd. De machine kan hierdoor nu ook signalen uit de ruimte ontvangen.
- In De primitieve paljassen (2006) is de draagbare mini-teletijdmachine verbeterd door professor Barabas. Objecten in de omgeving van het apparaat worden ook meegeflitst door tijd en ruimte. De machine wordt geactiveerd door kortsluiting en is veel krachtiger dan de professor zelf verwacht, maar de accu laat het dan afweten. Met behulp van een vlieger en een blikseminslag lukt het de vrienden om terug te keren naar hun eigen tijd.
- In De sinistere site (2007) kan de teletijdmachine ook mensen in en uit de digitale dimensie (het internet) flitsen.
- In De kwakende queen (2011) wordt ook een teletijdfoon gebruikt. Deze kwam ook voor in De watersater (2010) als vervanger voor de miniatuur-teletijdmachine.
- In Het schrikkelspook (2014) verschijnen meerdere vernieuwingen, zoals de overrulers, de teledresser en het tijdstablet. De overrulers zorgen ervoor dat degene die de overruler draagt niet teruggeflitst kan worden door de teletijdmachine. De teledresser zorgt ervoor dat de tijdreiziger kleding krijgt die in de periode waarheen gereisd wordt normaal is, maar deze uitvinding werkt niet helemaal naar verwachting. Het tijdstablet kan een tijdspoort maken, die gebruikt kan worden om grote objecten in de tijd te laten reizen. Dit idee is vergelijkbaar met de echt bestaande natuurkundige theorie over wormgaten. De teledresser komt terug in De wrede wensput (2019) en De anonieme alchemist (2025).
- In De verwoede verzamelaar (2015) wordt de teletijdmachine met een coaxkabel gekoppeld aan een dvd-speler en kan kort naar de locatie van een film worden gereisd.
- In Cromimi (2017) blijkt de gyronef zelf een teletijdmachine te zijn geworden.
- In De geplaagde Plantijn (2023)  wordt de terugflitser vervangen door een teletijdapp, waarmee ook boodschappen naar het heden worden gestuurd.
- In De krijtkampioen (2023) wordt een modernere versie van de allereerste teletijdmachine (waarmee nog alleen beelden uit het verleden konden worden geprojecteerd op een scherm) gebruikt om aan Wanda de rest van het verhaal dat Vandersteen aan het begin van dit album op de stoep tekent, te laten zien, zodat ze te weten kon komen hoe dit verhaal afliep en tevens te weten kwam of Willy zijn excuses had aangeboden voor een vervelende opmerking bij haar vertrek naar Canada.
- In De anonieme alchemist wordt de teletijdmachine aangesloten op kunstmatige intelligentie (AI). Hierdoor kan de teletijdmachine ook naar het fantasierijk Fantasia flitsen.

## Verhalen

### Suske en Wiske
De teletijdmachine speelt in de volgende verhalen een rol:
- Het eiland Amoras; Suske, Wiske, tante Sidonia en professor Barabas reizen met de gyronef naar Amoras. Via het scherm van de teletijdmachine bekijken de vrienden het eiland aan het eind van het avontuur nogmaals.
- De tuf-tuf-club; Suske, Wiske en Lambik komen met de teletijdmachine in het jaar 1854 in Kommersbonten terecht, nadat tante Sidonia door een Zwarte Raaf is ontvoerd.
- Amber; Amber (een neanderthaler) wil graag terug naar haar eigen tijd en wordt met de teletijdmachine weggeflitst.
- Angst op de "Amsterdam"; Als de bliksem inslaat komt er een raaf uit de truc van de teletijdmachine, het repareren van de teletijdmachine kost enige tijd. Professor Barabas flitst de vrienden naar Amsterdam in 1748.
- De formidabele fantast; De vrienden besluiten samen met Professor Barabas naar 1912 te reizen. Ze worden hierbij weggeflitst door Theofiel Boemerang aangezien Professor Barabas zichzelf niet kan wegflitsen.
- Het verdronken land; Door toedoen van Tobias komen de vrienden in het Saeftinghe van 2003 terecht.
- Het witte wief; De vrienden zijn in het Kernhem van de 15e eeuw v.Chr.
- Wattman; Per ongeluk rijdt de tram in de teletijdmachine en de vrienden worden naar de oertijd, de middeleeuwen en de zeventiende eeuw geflitst, 70 miljoen jaar geleden.
- De kleppende klipper; De vrienden weten niet naar welk jaar Knul is geflitst, maar Lambik ziet hem op fregat Het Zeepaard 1717 staan voor ze zelf per ongeluk naar die tijd worden gezogen en in zee terechtkomen.
- De nerveuze Nerviërs; De vrienden bezoeken 2000 jaar geleden een dorp van de Nerviërs.
- De briesende bruid; Tante Sidonia wil trouwen en zoekt een man in Brabant in de middeleeuwen, het tijdperk van de ridders, het Midden-Oosten van het begin van de 20ste eeuw en ze ontmoet Anthony Fokker.
- De windbrekers; De slapende Jerom wordt naar het eiland Foetsjie geflitst.
- De elfstedenstunt; De vrienden komen in het Friesland van 1748 terecht.
- De ruige regen; De vrienden komen in Sherwood Forest en Nottingham (twaalfde eeuw);
- De wervelende waterzak; De vrienden reizen naar 1937.
- Het machtige monument; De vrienden reizen naar 1958 en bezoeken gezamenlijk de Expo 58 in de Heizel.
- De stenen broden; De vrienden reizen naar het Waldenburg van 1645.
- Witte zwanen zwarte zwanen; De vrienden reizen naar het Zaandam van 1887.
- De blijde broodeters; Voor hun onderzoek over brood bekijken de vrienden de oertijd, het Egypte van 300 v.Chr., de Middeleeuwen, het Parijs van 21 maart 1670, het Oostenrijk van de negentiende eeuw en een broodfabriek in 1920.
- Sony-San; Sony San wil graag met de teletijdmachine in de toekomst kijken, hij is benieuwd naar de klank- en beeldtechniek van het jaar 2001.
- Beter voor Bert; De teletijdmachine brengt de vrienden naar het land zonder drempels.
- De lollige lakens; De vrienden reizen naar het Mallorca van 200 v.Chr..
- Het gouden kuipje; De vrienden worden naar het Woerden van de jaren twintig geflitst.
- De knikkende knoken; De vrienden reizen naar het Antwerpen van 1434.
- De blote Belg; Lambik komt met de gyronef in Sierra Nirvana (een vroegere kolonie van Chocowakije) terecht en hij wordt door zijn vrienden gezocht via de teletijdmachine.
- De olijke olifant; Wiske komt in de Alpen in het jaar 218 v.Chr..
- De kadulle Cupido; De vrienden reizen naar het Oude Griekenland.
- De woelige wadden; De vrienden komen in het Friesland van het jaar 1900.
- De snoezige Snowijt; De vrienden reizen naar Kertsebeek in de zestiende eeuw.
- De stugge Stuyvesant; Als de teletijdmachine wordt gerepareerd door een elektronicabedrijf, flitst een schilder per ongeluk Peter Stuyvesant naar het heden.
- De eenzame eenhoorn; Tante Sidonia flitst zichzelf naar de exoplaneet Fabelar, de teletijdmachine gaat hierdoor kapot.
- De gouden locomotief; De vrienden laten zich naar het Wilde Westen van 1875 flitsen.
- De zingende kaars; De vrienden gaan naar Mispelbeke in de zestiende eeuw.
- De regenboogprinses; Na het zien van een gravure uit 1515 worden de vrienden naar het Verlaten Schip van Zwartbaard geflitst, ze reizen naar het Regenboogeiland van de zestiende eeuw.
- De kleurenkladder; Via het scherm van de teletijdmachine zien de vrienden een uitleg over het leven van Vincent van Gogh, diens geboortehuis in Zundert en zijn broer Theo. Ze reizen vervolgens af naar het Parijs van 1887.
- De dappere duinduikers; Professor Barabas heeft met de teletijdmachine de plek heeft gevonden waar een Spaans galjoen is gezonken in de zestiende eeuw.
- De komieke Coco; De vrienden gebruiken de armbanden om naar 1730 te reizen en vinden Lambik op een eiland in de Indische Oceaan (tussen 4 en 5 graden zuiderbreedte en 55 tot 56 oosterlengte, 1600 kilometer van de Oost-Afrikaanse kust).
- Lambik Baba; Lambik flitst zichzelf per ongeluk naar New Delhi in 1900 als hij de douane uitlegt hoe de draagbare teletijdmachine werkt. De vrienden flitsen zich naar 1902 en zien dat hij inmiddels veel volgelingen heeft.
- De gulden harpoen; De vrienden krijgen de draagbare teletijdmachine mee en zien een potvis in het IJsselmeer en een boot met Jan Huygen van Linschoten in 1594.
- Het grote gat; De vrienden gaan naar Zuid-Afrika in 1880. Als professor Barabas andere wetenschappers een bericht wil sturen, verschijnt Schanulleke op het scherm. Schanulleke vertelt dat de vrienden naar Mangareva op de Steenbokskeerkring in de Grote Oceaan moeten gaan op de tiende dag vanaf die dag.
- Het wondere Wolfje; Lambik komt per ongeluk in Salzburg terecht en kan de ontvoering van Mozart voorkomen, de vrienden reizen later nogmaals terug met de armbanden.
- Het enge eiland; Professor Barabas wordt naar het Mesozoïcum geflitst en komt terecht tussen een gevecht met plesiosaurussen. Bij de volgende poging komt de professor in de Middeleeuwen terecht, midden in een riddertoernooi. Daarna komt professor Barabas bij Indianen.
- Jeanne Panne; Lambik wil de geschiedenis veranderen en gaat naar het Nieuwpoort van juni 1600
- De nachtwachtbrigade; Cornelia wordt door de teletransfor naar het laboratorium geflitst en tante Sidonia komt in haar tijd terecht, de vrienden reizen naar het Amsterdam van 1641 en ontmoeten de personages van De Nachtwacht.
- De boze boomzalver; De vrienden gaan naar het verleden en komen in het Egelbos met de heilige eik.
- De poppenpakker; De vrienden zien een gravure van Boheemse poppenspelende zigeuners uit de twaalfde eeuw en Jerom ondervraagt hen in het verleden, via het beeldscherm zien de vrienden later een hoeve in de Ardennen.
- De gouden ganzeveer; De vrienden worden door Hendrik Conscience naar het verleden gezonden en Jerom komt in de problemen nadat hij naar Vorselaar in het verleden is geflitst.
- Het dreigende dinges; De vrienden gaan naar het Antwerpen van 1875 om het verhaal Een hond van Vlaanderen in foto's vast te leggen.
- De perenprins; Professor Barabas doet onderzoek naar de geschiedenis van het Midden-Oosten. Op het scherm van de teletijdmachine zien ze een perenmeisje, Lambik en Suske komen in de gouden perenvallei terecht. Door deze stommiteit van Lambik is de teletijdmachine stuk.
- De belhamel-bende; Willy Vandersteen vertelt dat hij meer wilde weten over de eerste tekenaars en daarom de oermensen haalde met de teletijdmachine.
- De vlijtige vlinder; De vrienden reizen naar China, terwijl het terugflitsmechanisme stuk is.
- De vinnige viking; Lambik wil met Vrouwe Justitia spreken en haalt haar met de teletransfor. Met haar weegschaal komen ze in het Noorwegen bij de Vikingen terecht en professor Barabas moet de teletijdmachine repareren voor hij hen terug kan halen.
- De raap van Rubens; Lambik flitst zichzelf naar het Antwerpen van 1620 en redt Isabella Brant, de vrouw van Rubens. Lambik ontmoet Antoon van Dyck, Jordaens en David Teniers.
- De amoureuze amazone; Boeven gooien een kist (met daarin Lambik) in de teletijdmachine en deze komt op de vreemde planeet Meem-Sjoos terecht.
- Het drijvende dorp; Professor Barabas bekijkt Stokkentoet (een dorp in de wolken) in 1538 via het scherm van de teletijdmachine, maar er is niks te zien. Lambik gaat de volgende nacht het laboratorium van de professor binnen en flitst per ongeluk een man naar zijn tijd. Verder worden de vrienden naar het Stokkentoet van 1538 geflitst om zo het dorp te bevrijden uit de macht van de boze tovenaar Barloef en het dorp op die manier weer op de grond te krijgen.
- De toffe tamboer; De vrienden komen in het Frankrijk van de zeventiende eeuw terecht.
- Beminde Barabas; De vrienden reizen naar het verleden om Lotje uit de zeventiende eeuw te vinden voor professor Barabas.
- De hellegathonden; Lambik vliegt met een stoel naar Boom in het jaar 1900, de vrienden volgen hem met de teletijdmachine.
- Twee toffe totems; De vrienden reizen naar het verleden en komen in Canada bij jachtvelden en dorp Iroknizers (Irokezen).
- De kale kapper; Professor Barabas vertelt dat de teletijdmachine stuk ging tijdens zijn onderzoek naar een haargroeimiddel bij het volk de Establieten. De drie zonen van koning Teknozias werden per ongeluk door professor Barabas naar het heden gestuurd en de vrienden reizen met hen naar het Midden-Oosten.
- De gladde glipper; De vrienden reizen naar 1798 en komen in Herentals tijdens de boerenkrijg.
- De adellijke ark; De vrienden reizen naar Babylon (Irak aan de Perzische Golf en de Eufraat) met de Hangende tuinen van Babylon en het paleis van koning (Gigamesh is een verwijzing naar Gilgamesj).
- De primitieve paljassen; De vrienden komen terecht bij de neanderthalers en de broer van Moe Mie (de moeder van Jerom) komt in het heden terecht, maar dit bevalt hem niet.
- De bonte bollen; Wiske wordt weggevoerd naar de Pyreneeën op bonte bollen, deze bollen verschijnen ook op de cabine van de teletijdmachine. De professor wil zijn teletijdmachine uittesten in Pamplona.
- De zeven snaren; De vrienden reizen naar het Ierland van de zestiende eeuw.
- De duistere diamant; De vrienden reizen naar het verleden, omstreeks 1400.
- De kaperkoters; De vrienden gaan naar het Caraïbisch gebied van de achttiende eeuw.
- De kleine postruiter; De vrienden reizen 500 jaar terug in de tijd en komen in Mechelen, waar ze het begin van de posterijen meemaken.
- De mollige meivis; De vrienden reizen naar Rupelmonde in 1541.
- De gouden bloem; Fleurine wordt met de teletijdmachine terug naar Flowurnus geflitst.
- De tamme tumi; Jerom heeft de avonturen van zijn vrienden in Peru op het scherm gevolgd.
- De watersater; Een stagiair van professor Barabas en de vrienden belanden in 2172, de teletijdmachine en draagbare teletijdmachine gaan echter stuk en met de teletijdfoon komen de vrienden weer in hun eigen tijd.
- De zappende ziel; Bij het testen van de teletijdmachine en de teletijdarmband komt Lambik vast te zitten in de flitsruimte. Een rondzwervende ziel komt in de armband terecht en gaat op zoek naar zijn tweelingziel in het Oude Griekenland.
- De kwakende queen; De vrienden reizen naar het Londen van 1887 om Jabbertalk, een voorvader van professor Barabas, te helpen.
- Krimson break; Tijdens een vakantie van professor Barabas komen Lambik en Krimson via de teletijdmachine in de staatsgevangenis van Arizona terecht, waar ze op zoek gaan naar een enorme diamant die in 1890 verdween.
- Het ijzeren duel; Lambik hoort over een magische degen en flitst zichzelf naar 1680 om deze te bemachtigen. Zonder dat hij het weet reizen ook Suske, Wiske en een gemaskerde persoon naar 1680.
- Juffertje Janboel; Suske gebruikt de teletijdmachine stiekem om een kist met twee kabouters naar een onbewoond gebied te flitsen.
- Barabas de Balorige; Professor Barabas flitst zichzelf naar het verleden, hij wil in een tijd leven waar de wetenschap nog geen rol speelt nadat hij erg teleurgesteld is geraakt in de mensheid. Hij ontdekt dat het verleden minder mooi is dan hij had gedacht en zijn hulp is in het heden ook nodig, want door een uitvinding van de professor veranderen mensen in zombies.
- De krijgers van Sekhmet; Jerom wordt naar Egypte geflitst en redt Napoleon van een aanval van de mammelukken. Als dank krijgt Jerom een van de drie Krijgers van Sekhmet, die hij nodig heeft om Lambik van een vloek te verlossen.
- Het schrikkelspook; Suske en Wiske en tante Sidonia reizen naar het verleden om een veldhospitaal te redden voor een bombardement in de Eerste Wereldoorlog. Professor Barabas gebruikt de tijdstablet om Jerom en Lambik ook naar het verleden te sturen.
- De zwarte tulp; Krimson wordt helemaal goed door een serum van een witte tulp en dreigt te sterven. Hierna gaan de vrienden op zoek naar een zwarte tulp in het Haarlem van 1637.
- Sooi en Sientje; Suske en Wiske laten zich naar de Tweelingstraat 54 in Antwerpen flitsen en ontmoeten Willy Vandersteen en zijn dochter op 14 januari 1943. Ze proberen te voorkomen dat hun avonturen worden overgenomen door Sooi en Sientje, waardoor zij en hun vrienden in het niets dreigen te verdwijnen.
- De verwoede verzamelaar; De teletijdmachine gebruikt wordt om te reizen naar Raiders of the Lost Ark, North by Northwest, Singin' in the Rain, E.T. en Titanic.
- Het verloren verleden; Snoeffel en Gaffel stelen het brein, dat op een USB-stick is gezet, van professor Barabas en komen in het oude Rome terecht, waarna Suske, Wiske en Lambik hen nareizen om de professor te redden.
- De bibberende Bosch; Lambik, Jerom en Suske reizen naar 's-Hertogenbosch in het verleden om op zoek te gaan naar Jheronimus Bosch en via hem Al Kimia[2] te vinden. Ze willen naar Memoria reizen om de herinneringen van Wiske aan Schanulleke te vernietigen, ze is ontroostbaar na het verlies van het poppetje.
- De pientere pop; De vrienden worden naar het Egypte van 1550 v.Chr. geflitst. Ook reizen ze naar Perzië en Engeland in 1767. Ze zoeken Schanulleke, die tot leven is gekomen.
- De heldenmaker; Jerom wordt naar de prehistorie geflitst om haren van de titantijger mee te nemen naar het heden, zodat deze titantijger gekloond kan worden.
- De charmante chirurg; Professor Barabas wil zijn vrienden, tante Sidonia en Lambik, met behulp van hun dna transformeren naar hun oorspronkelijke uiterlijk.
- De grandioze gitaar; De teletijdmachine wordt gebruikt om een gitaar in het verleden te zoeken. Er wordt gereisd naar 1967 tijdens een optreden van the Beatles en men bezoekt een bard in de tijd van de Batavieren.
- Het Monamysterie. Suske, Wiske en Lambik gaan naar Parijs in 1911 om erachter te komen wat er tijdens de diefstal van de Mona Lisa is gebeurd en om het schilderij in handen te krijgen voor een persconferentie in het heden.
- Cromimi; De vrienden gaan naar de oertijd en proberen het ongeluk waarbij Jerom en zijn vriendin in het ijs van een gletsjerkloof in de Himalaya werden ingevroren te voorkomen.
- Operatie Siggy; Suske en Wiske flitsen zich naar het verleden om te voorkomen dat het hart van tante Sidonia gebroken wordt.
- De wrede wensput; Suske, Wiske en Lambik naar de 14e eeuw geflitst om de vloek van de wensput ongedaan te maken.
- Het betoverende boek; Suske, Wiske en Jerom reizen naar de oertijd om uit te zoeken waar tante Sidonia is.
- De kwakkelende kwakzalver; Suske, Wiske, tante Sidonia en Lambik gaan naar Parijs in 1919 om een genezing voor Wiske te vinden, ze kan haar oog niet meer open krijgen na de vele knipogen aan het eind van een verhaal.
- De nacht van de narwal; Wiske en Lambik reizen Suske achterna, hij is bij de Vikingen terechtgekomen en moet in Noorwegen vechten met een narwaltand.
- De preutse prinses; de vrienden reizen 152 jaar terug en bezoeken Thailand om te helpen in een lastige troonopvolging.
- De fluitende Olifant; de vrienden reizen naar 1835 om de eerste Belgische treinrit mee te maken.
- De naamloze 9; met de teletijdmachine wordt een code verstopt in de voet van de kolossus van Rodos.
- De Vroem-Vroem-Club; met de teletijdmachine worden Suske, Wiske en Bikbellum naar Texas geflitst.
- De maffe markies; de vrienden wilen naar een romantisch bal in het verleden om Annemarie te verrassen, maar Van Zwollem vernielt de teletijdmachine en ze komen in een verkeerd jaartal terecht.
- De geplaagde Plantijn; Suske, Wiske en Lambik reizen naar 1585 om uit te zoeken waarom er een kruisje op een oude landkaart staat. Ze komen terecht in de tijd dat protestanten door de Spanjaarden worden vervolgd.
- Het machtige monopoly; de vrienden laten zich naar New York flitsen in de tijd net na de beurscrash van 1929, omdat Lambik wil bewijzen dat je geen geld hoeft te verliezen als je gaat beleggen.
- De hippe hommels; per ongeluk wordt de dochter van Theofiel Boemerang weggeflitst, hij schakelt over naar het verkopen van zaken om groenten en fruit te kweken in plaats van gif als zijn vrouw een indruk van de toekomst zonder insecten te zien krijgt.
- De uil van Sidoneia; tante Sidonia wil alle oorlogen stoppen en reist met een uil naar het Oude Griekenland
- De anonieme alchemist; de vrienden worden naar de tijd van Pieter Bruegel de Oude, Amoras en Fantasia geflitst

### Jerom
Ook in Jerom, een van de spin-offseries die er van Suske en Wiske zijn gemaakt,  speelt de teletijdmachine geregeld een rol:
- Het geheim van Brokkelsteen; Jerom wordt naar de twaalfde eeuw gestuurd om onderzoek te doen naar een schat die verstopt zou zijn in kasteel Brokkelsteen.
- De toverdrank; Jerom en Odilon laten zich naar Noorwegen in de Vikingtijd flitsen om een tegengif te zoeken voor een baby die door een toverdrank een berserker geworden is.
- De reusachtige bizon; Jerom en Odilon laten zich naar het 19e-eeuwse Texas flitsen, om een foto te maken van een reusachtige bizon.
- De postkoets; Jerom en Odilon worden naar een prairie in 1850 geflitst, waar een postkoets wordt bedreigd door de bende van Danny de Kit.
- Het verzonken fort; Jerom en Odilon worden naar de Turkse kust geflitst om een inmiddels verzonken fort te zoeken.
- De vuurtoren; Jerom en Odilon worden naar de 15e eeuw geflitst om het geheim van de vuurtoren op Dragonera te onderzoeken.
- Het sleutelbeen; Jerom wordt naar de oertijd geflitst om een sleutelbeen van een dinosaurus te halen voor professor Barabas.
- Het toernooi; Jerom wordt naar de middeleeuwen geflitst om het recept van een toverdrank te achterhalen.

### Amoras
Ook in de stripreeks Amoras speelt de teletijdmachine een rol:
- Suske; Suske en Wiske belanden op Amoras in het jaar 2047 en de teletijdmachine ontploft, zodat de vrienden de kinderen niet terug kunnen flitsen. Krimson heeft de teletijdmachine laten scannen en heeft een eigen exemplaar laten maken op een jacht, maar deze werkt niet naar behoren.
- Jérusalem; Professor Barabas werkt met tegenzin voor Krimson en probeert de kopie van de teletijdmachine juist af te stellen, omdat de levens van Suske en Wiske op het spel staan.
- Krimson; Professor Barabas geeft Krimson een nieuwe versie van de teletijdarmband, waarmee hij zichzelf terug kan flitsen.
- Lambik; Krimson kan de terugflitsfoon niet meer vinden en wacht tot professor Barabas hem van Amoras zal flitsen.
- Wiske; Lambik gebruikt de teletijdmachine op het jacht van Krimson om naar Amoras te reizen, het jacht (en daarmee de teletijdmachine) wordt later vernietigd door piraten. Achiel blijkt de teletijdfoon in zijn bezit te hebben en Suske gebruikt deze. Tante Sidonia en professor Barabas proberen een oude versie van de teletijdmachine, die Lambik in het verleden heeft opgeslagen, werkend te krijgen en Suske verschijnt in de cabine.
- Barabas; De terugflitsfoon wordt per ongeluk vernietigd. Professor Barabas probeert nog altijd de oude versie van de teletijdmachine te verbeteren. Jerom wordt per ongeluk naar Amoras geflitst en Lambik reist hem achterna.

### De Kronieken van Amoras
In De Kronieken van Amoras wordt de teletijdmachine met een 3D-printer nagebouwd op het luxejacht van Krimson. Deze tijdmachine heeft nog wat kinderziektes.

## Trivia
- "Blab" is het geluid dat de teletijdmachine maakt, dit is een onomatopee. In latere albums is dit echter "Flits".